# Chêne de Granit
Le chêne de Granit (Гранитски дъб en bulgare) est un chêne pédonculé situé au centre du village du Granit. Il est réputé comme étant le plus vieux chêne de Bulgarie et est classé monument historique depuis 1967.

## Présentation
Son âge est estimé à 1 680 ans ce qui en fait le plus vieil arbre de Bulgarie et l'un des plus vieux d'Europe. Sa hauteur est de 23,4 m et sa circonférence atteint les 7,46 m à 1 m du sol. Seules les branches de la partie Est de l'arbre sont toujours vivantes. L'arbre a été restauré avec des plaques de cuivre en mars 1982.

### Sources
- (en) Cet article est partiellement ou en totalité issu de l’article de Wikipédia en anglais intitulé « Granit Oak » (voir la liste des auteurs).